# 盘江镇 (贵定县)
盘江镇，是中华人民共和国贵州省黔南布依族苗族自治州贵定县下辖的一个乡镇级行政单位。
2014年2月25日，贵州省人民政府批复同意贵定县部分乡镇行政区划调整，新设置的盘江镇辖原盘江镇、马场河乡及原洛北河乡的白龙村、兴隆村、长江村，镇人民政府驻清定桥村

## 行政区划
盘江镇下辖以下地区：
双龙井社区、三五三五厂社区、新街社区、红旗村、音寨村、清定桥村、狮扑村、长江村、白龙村、兴隆村、马场河村、新沿村、新峰村和马场河乡。